# Lopezia nuevo-leonis
Lopezia nuevo-leonis är en dunörtsväxtart som beskrevs av Plitmann. Raven och Breedlove. Lopezia nuevo-leonis ingår i släktet enmansblommor, och familjen dunörtsväxter. Inga underarter finns listade i Catalogue of Life.